# Съветска Висша лига
Шампионатът на СССР по футбол е основан 22 май 1936 година. Първи шампион е ФК Динамо (Москва). В цялата история на съветския шампионат единствено отбори на Киргизката ССР и Туркменистанската ССР, както и съществувалата само 16 години Карело-финска ССР не са участвали във висшата лига на СССР. Последната титла на съюза е спечелена от ЦСКА Москва.

## Шампиони
| Сезон         | Шампион                                          | Вицешампион                                      | Бронзов медалист                                 | Голмайстор |
| ------------- | ------------------------------------------------ | ------------------------------------------------ | ------------------------------------------------ | --- |
| 1936 (пролет) | ФК Динамо (Москва)                               | ФК Динамо (Киев)                                 | ФК Спартак (Москва)                              | Михаил Семичастни (ФК Динамо (Москва), 6 гола) |
| 1936 (есен)   | ФК Спартак (Москва)                              | ФК Динамо (Москва)                               | ФК Динамо (Тбилиси)                              | Георги Глазков (ФК Спартак (Москва), 7 гола) |
| 1937          | ФК Динамо (Москва)                               | ФК Спартак (Москва)                              | ФК Динамо (Киев)                                 | Борис Пайчадзе (ФК Динамо (Тбилиси), 8 гола) Леонид Румянцев (ФК Спартак (Москва), 8 гола) Василий Смирнов (ФК Динамо (Москва), 8 гола)            |
| 1938          | ФК Спартак (Москва)                              | ЦДКА (Москва)                                    | Металург (Москва)                                | Макар Гончаренко (ФК Динамо (Киев), 19 гола) |
| 1939          | ФК Спартак (Москва)                              | ФК Динамо (Тбилиси)                              | ЦДКА (Москва)                                    | Григорий Федотов (ЦДКА (Москва), 21 гола) |
| 1940          | ФК Динамо (Москва)                               | ФК Динамо (Тбилиси)                              | ФК Спартак (Москва)                              | Григорий Федотов (ЦДКА (Москва), 21 гола) Сергей Соловьов (ФК Динамо (Москва), 21 гола)                                                            |
| 1941          | Отменено на 24 юни поради Втората световна война | Отменено на 24 юни поради Втората световна война | Отменено на 24 юни поради Втората световна война | Отменено на 24 юни поради Втората световна война                                                                                                   |
| 1945          | ФК Динамо (Москва)                               | ЦДКА (Москва)                                    | ФК Торпедо (Москва)                              | Всеволюд Бобров (ЦДКА (Москва), 24 гола) |
| 1946          | ЦДКА (Москва)                                    | ФК Динамо (Москва)                               | ФК Динамо (Тбилиси)                              | Александър Пономарьов (ФК Торпедо (Москва), 18 гола)                                                                                               |
| 1947          | ЦДКА (Москва)                                    | ФК Динамо (Москва)                               | ФК Динамо (Тбилиси)                              | Всеволюд Бобров (ЦДКА (Москва), 14 гола) Валентин Николаев (ЦДКА (Москва), 14 гола) Сергей Соловьов (ФК Динамо (Москва), 14 гола)                  |
| 1948          | ЦДКА (Москва)                                    | ФК Динамо (Москва)                               | ФК Спартак (Москва)                              | Сергей Соловьов (ФК Динамо (Москва), 25 гола) |
| 1949          | ФК Динамо (Москва)                               | ЦДКА (Москва)                                    | ФК Спартак (Москва)                              | Никита Симонян (ФК Спартак (Москва), 26 гола) |
| 1950          | ЦДКА (Москва)                                    | ФК Динамо (Москва)                               | ФК Динамо (Тбилиси)                              | Никита Симонян (ФК Спартак (Москва), 34 гола) |
| 1951          | ЦДСА (Москва)                                    | ФК Динамо (Тбилиси)                              | Шахтьор Сталино                                  | Автандил Гогоберидзе (ФК Динамо (Тбилиси), 16 гола)                                                                                                |
| 1952          | ФК Спартак (Москва)                              | ФК Динамо (Киев)                                 | ФК Динамо (Москва)                               | Андрей Зазроев (ФК Динамо (Киев), 11 гола) |
| 1953          | ФК Спартак (Москва)                              | ФК Динамо (Тбилиси)                              | ФК Торпедо (Москва)                              | Никита Симонян (ФК Спартак (Москва), 14 гола) |
| 1954          | ФК Динамо (Москва)                               | ФК Спартак (Москва)                              | Спартак Минск                                    | Анатолий Илин (ФК Спартак (Москва), 11 гола) Владимир Илин (ФК Динамо (Москва), 11 гола) Антонин Сочнев (ФК Трудови резерви (Ленинград), 11 гола)  |
| 1955          | ФК Динамо (Москва)                               | ФК Спартак (Москва)                              | ЦДСА (Москва)                                    | Едуард Стрелцов (ФК Торпедо (Москва), 15 гола) |
| 1956          | ФК Спартак (Москва)                              | ФК Динамо (Москва)                               | ЦДСА (Москва)                                    | Василий Бузунов (ОДО (Свердловск), 17 гола) |
| 1957          | ФК Динамо (Москва)                               | ФК Торпедо (Москва)                              | ФК Спартак (Москва)                              | Василий Бузунов (ЦСК МО (Москва), 16 тола) |
| 1958          | ФК Спартак (Москва)                              | ФК Динамо (Москва)                               | ЦСК МО (Москва)                                  | Анатолий Илин (ФК Спартак (Москва), 19 гола) |
| 1959          | ФК Динамо (Москва)                               | ФК Локомотив Москва                              | ФК Динамо (Тбилиси)                              | Заур Калоев (ФК Динамо (Тбилиси), 16 гола) |
| 1960          | ФК Торпедо (Москва)                              | ФК Динамо (Киев)                                 | ФК Динамо (Москва)                               | Заур Калоев (ФК Динамо (Тбилиси), 20 гола) Генади Гусаров (ФК Торпедо (Москва), 20 гола)                                                           |
| 1961          | ФК Динамо (Киев)                                 | ФК Торпедо (Москва)                              | ФК Спартак (Москва)                              | Генади Гусаров (ФК Торпедо (Москва), 22 гола) |
| 1962          | ФК Спартак (Москва)                              | ФК Динамо (Москва)                               | ФК Динамо (Тбилиси)                              | Михаил Мистугин (ФК Динамо Минск, 17 гола) |
| 1963          | ФК Динамо (Москва)                               | ФК Спартак (Москва)                              | ФК Динамо Минск                                  | Олег Копаев (ФК СКА (Ростов на Дон), 27 гола) |
| 1964          | ФК Динамо (Тбилиси)                              | ФК Торпедо (Москва)                              | ЦСКА (Москва)                                    | Владимир Федотов (ЦСКА (Москва), 16 гола) |
| 1965          | ФК Торпедо (Москва)                              | ФК Динамо (Киев)                                 | ЦСКА (Москва)                                    | Олег Копаев (ФК СКА (Ростов на Дон), 18 гола) |
| 1966          | ФК Динамо (Киев)                                 | ФК СКА (Ростов на Дон)                           | ПФК Нефтчи Баку                                  | Иля Датунашвили (ФК Динамо (Тбилиси), 20 гола) |
| 1967          | ФК Динамо (Киев)                                 | ФК Динамо (Москва)                               | ФК Динамо (Тбилиси)                              | Михаил Мистугин (ФК Динамо Минск, 19 гола) |
| 1968          | ФК Динамо (Киев)                                 | ФК Торпедо (Москва)                              | ФК Спартак (Москва)                              | Георги Гавашели (ФК Динамо (Тбилиси), 22 гола) Берадор Абдураимов (ФК Пахтахор (Ташкент), 22 гола)                                                 |
| 1969          | ФК Спартак (Москва)                              | ФК Динамо (Киев)                                 | ФК Динамо (Тбилиси)                              | Николай Осянин (ФК Спартак (Москва), 16 гола) Владимир Проскурин (ФК СКА (Ростов на Дон), 16 гола) Джемал Херхадзе (ФК Торпедо (Кутаиси), 16 гола) |
| 1970          | ЦСКА (Москва)                                    | ФК Динамо (Москва)                               | ФК Спартак (Москва)                              | Гиви Нодия (ФК Динамо (Тбилиси), 17 гола) |
| 1971          | ФК Динамо (Киев)                                 | ФК Арарат (Ереван)                               | ФК Динамо (Тбилиси)                              | Едуард Малофеев (ФК Динамо Минск, 16 гола) |
| 1972          | ФК Зоря (Луганск)                                | ФК Динамо (Киев)                                 | ФК Динамо (Тбилиси)                              | Олег Блохин (ФК Динамо (Киев), 14 гола) |
| 1973          | ФК Арарат (Ереван)                               | ФК Динамо (Киев)                                 | ФК Динамо (Москва)                               | Олег Блохин (ФК Динамо (Киев), 18 гола) |
| 1974          | ФК Динамо (Киев)                                 | ФК Спартак (Москва)                              | ФК Черноморец Одеса                              | Олег Блохин (ФК Динамо (Киев), 20 гола) |
| 1975          | ФК Динамо (Киев)                                 | Шахтьор (Донецк)                                 | ФК Динамо (Москва)                               | Олег Блохин (ФК Динамо (Киев), 18 гола) |
| 1976 (пролет) | ФК Динамо (Москва)                               | ФК Арарат (Ереван)                               | ФК Динамо (Тбилиси)                              | Аркадий Андреасиян (ФК Арарат (Ереван), 8 гола) |
| 1976 (есен)   | ФК Торпедо (Москва)                              | ФК Динамо (Киев)                                 | ФК Динамо (Тбилиси)                              | Александър Маркин (Зенит Ленинград, 13 гола) |
| [1977         | ФК Динамо (Киев)                                 | ФК Динамо (Тбилиси)                              | ФК Торпедо (Москва)                              | Олег Блохин (ФК Динамо (Киев), 17 гола) |
| 1978          | ФК Динамо (Тбилиси)                              | ФК Динамо (Киев)                                 | Шахтьор (Донецк)                                 | Георги Ярцев (ФК Спартак (Москва), 19 гола) |
| 1979          | ФК Спартак (Москва)                              | Шахтьор (Донецк)                                 | ФК Динамо (Киев)                                 | Виталий Старухин (Шахтьор (Донецк), 26 гола) |
| 1980          | ФК Динамо (Киев)                                 | ФК Спартак (Москва)                              | Зенит Ленинград                                  | Сергей Андреев (ФК СКА (Ростов на Дон), 20 гола)                                                                                                   |
| 1981          | ФК Динамо (Киев)                                 | ФК Спартак (Москва)                              | ФК Динамо (Тбилиси)                              | Рамаз Шенгелия (ФК Динамо (Тбилиси), 23 гола) |
| 1982          | ФК Динамо Минск                                  | ФК Динамо (Киев)                                 | ФК Спартак (Москва)                              | Андрей Якубик (ФК Пахтакор (Ташкент), 23 гола) |
| 1983          | ФК Днипро Днепропетровск                         | ФК Спартак (Москва)                              | ФК Динамо Минск                                  | Юри Гаврилов (ФК Спартак (Москва), 18 гола) |
| 1984          | Зенит Ленинград                                  | ФК Спартак (Москва)                              | ФК Днипро Днепропетровск                         | Сергей Андреев (ФК СКА (Ростов на Дон), 20 гола)                                                                                                   |
| 1985          | ФК Динамо (Киев)                                 | ФК Спартак (Москва)                              | ФК Днипро Днепропетровск                         | Олег Протасов (ФК Днипро Днепропетровск, 35 гола)                                                                                                  |
| 1986          | ФК Динамо (Киев)                                 | ФК Динамо (Москва)                               | ФК Спартак (Москва)                              | Александър Бородюк (ФК Динамо (Москва), 21 гола)                                                                                                   |
| 1987          | ФК Спартак (Москва)                              | ФК Днипро Днепропетровск                         | ФК Жалгирис (Вилнюс)                             | Олег Протасов (ФК Днипро Днепропетровск, 18 гола)                                                                                                  |
| 1988          | ФК Днипро Днепропетровск                         | ФК Динамо (Киев)                                 | ФК Торпедо (Москва)                              | Евгени Шахов (ФК Днипро Днепропетровск, 16 гола) Александър Бородюк (ФК Динамо (Москва), 16 гола)                                                  |
| 1989          | ФК Спартак (Москва)                              | ФК Днипро Днепропетровск                         | ФК Динамо (Киев)                                 | Сергей Родионов (ФК Спартак (Москва), 16 гола) |
| 1990          | ФК Динамо (Киев)                                 | ЦСКА (Москва)                                    | ФК Динамо (Москва)                               | Олег Протасов (ФК Динамо (Киев), 12 гола) Валери Шмаров (ФК Спартак (Москва), 12 гола)                                                             |
| 1991          | ЦСКА (Москва)                                    | ФК Спартак (Москва)                              | ФК Торпедо Москва                                | Игор Коливанов (ФК Динамо (Москва), 18 гола) |